# Carl Zeiss
Carl Zeiss (Weimar, 11 de setembro de 1816 — Jena, 3 de dezembro de 1888) foi um inventor alemão na área da óptica.
Notabilizou-se pela empresa de instrumentos ópticos que, após a sua morte, seus sucessores denominaram Carl Zeiss Jena em homenagem ao célebre fundador e à cidade de Jena (hoje é a Carl Zeiss AG). Fez contribuições significativas para a óptica melhorando alguns processos de elaboração de lentes.

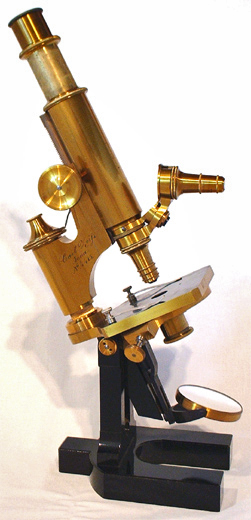
Microscópio de Carl Zeiss.

Filho de Johanna Friederike Antoinette (1786-1856) e Johann Gottfried August Zeiss (1785–1849), entre seus antepassados, contam-se diversos juristas, teólogos e outras personalidades, como Christiane Vulpius - esposa de Goethe, o médico Christoph Wilhelm Hufeland, o poeta Jean Paul e o pintor Max Slevogt.